# M-497
M-497機関車は、アメリカ合衆国のニューヨーク・セントラル鉄道によって製作されたジェット機関車。通称Black beetle。
安価に高速鉄道を実現する手段の1つとして1両のみが試作されたが、量産されることはなかった。

## 概要
M-497は、Don Wetzel率いるニューヨーク・セントラル鉄道のプロジェクトチームによって1966年夏に製作された。
バッド社製のRDC-3型気動車を改造し、車端部に流線形のマスクをかぶせ、運転席の屋根にB-36爆撃機に搭載されるものと同じゼネラル・エレクトリック社製J47-19ターボジェットエンジンを並列に2基搭載している。ターボライナーや電気式ガスタービン機関車のような電気式（ターボ・エレクトリック方式）でも、ガスタービン機関車のような機械式でもなく、M-497はジェットエンジンの推力によって走行する。
M-497は機関車（locomotive）と呼ばれることが多いが、元となったRDC-3は気動車である。
M-497はインディアナ州バトラー - オハイオ州ストライカー間の直線線路において1966年に行ったスピードテストにおいて183.85 mph（296 km/h）の速度記録を出した。これは40年以上経つ2019年現在に至るまで、アメリカ合衆国内において一般の線路で出した速度としては最高速度記録を保っている（専用軌道を使ったものではロケットスレッドがある）。
この速度試験を終えたことで高速鉄道に既存のレールで耐えられるかのテストというプロジェクトの目的は達成され、M-497はJ47エンジンを取り外された後、再び通勤列車としての運用に戻った。
しかしニューヨーク・セントラル鉄道の経営は悪化し、1968年には他の鉄道会社と合併してペン・セントラル鉄道となり、経営再建を図る。その中ではM-497のデータは無意味であると無視された。
そのペン・セントラル鉄道も1970年に倒産し、国による再建計画に入る。RDC-3は1976年5月に、会社がコンレールに売却されるまで運用された。
その後RDC-3は1977年12月に部品取り車とされ、1984年に廃車された。

## 主要機器
- ゼネラル・エレクトリック社製 J47-19ターボジェットエンジン　推力:23.1 kN